# Ileocystoplastyka
Ileocystoplastyka - to nazwa określająca operację plastyki jelitowo-pęcherzowej z powodu małego,  marskiego pęcherza moczowego, powstałego w wyniku zmian gruźliczych.
Operacja polega na powiększeniu objętości pęcherza moczowego poprzez wszycie do ściany pęcherza pętli jelita cienkiego po uprzedniej częściowej jego resekcji, zaopatrzonym koniec do końca.

Przeczytaj ostrzeżenie dotyczące informacji medycznych i pokrewnych zamieszczonych w Wikipedii.